# يو إف سي 142
يو إف سي 142: ألدو ضد مينديز (بالإنجليزية: UFC 142: Aldo vs. Mendes)‏ هو حدث لفنون القتال المختلطة نظمته يو إف سي، أُقيم في 14 يناير 2012، على صالة إتش إس بي سي في ريو دي جانيرو، البرازيل. كان أول حدث يو إف سي لهذا العام، وتم بثه مباشرة بنظام الدفع مقابل المشاهدة في أمريكا الشمالية.